# Intensitet (overført)
 For alternative betydninger, se Intensitet. (Se også artikler, som begynder med Intensitet)
Intensitet i overført betydning. En aktivitet eller oplevelse kan føles intens hvis man er særlig koncentreret om den. Oplevelsen af smerte, sorg og kærlighed (ikke mindst i erotiske situationer) kan være intens, dvs. stærk og fokuseret.
Ofte bruges ordet således når man vil beskrive situationer med stærke følelser mellem mennesker – f.eks. om en ammende moder, et publikum der oplever en kunstners medrivende præsentation, eller forventningsfulde eller angstfyldte øjeblikke lige før en stor begivenhed.